# شها
قرية شها هي إحدى القرى التابعة لمركز المنصورة في محافظة الدقهلية في جمهورية مصر العربية. حسب إحصاءات سنة 2006، بلغ إجمالي السكان في شها 21398 نسمة، منهم 11155 رجل و10243 امرأة. ذكرها الشريف الإدريسي في كتابه نزهة المشتاق في إختراق الآفاق مصّحفة باسم "شهار"، وقال عنها: «مدينة صغيرة عامرة بها تجارات وأموال قائمة ويقابلها في الضفة الشرقية محلة دمينة.» من أعلام القرية الفنان عادل إمام.

## التاريخ
قرية شها من القرى القديمة، حيث وردت باسم «شُها» في أعمال الدقهلية ضمن قرى الروك الصلاحي التي أحصاها ابن مماتي في كتاب قوانين الدواوين، كما وردت باسم «شُها» في أعمال الدقهلية والمرتاحية ضمن قرى الروك الناصري التي أحصاها ابن الجيعان في كتاب «التحفة السنية بأسماء البلاد المصرية». وفي العصر العثماني وردت باسم «شها» في التربيع العثماني الذي أجراه الوالي العثماني سليمان باشا الخادم في عصر السلطان العثماني سليمان القانوني ضمن قرى ولاية الدقهلية، وفي تاريخ 1228هـ/1813م الذي عدّ قرى مصر بعد المسح الذي قام به محمد علي باشا باسم «شها» ضمن قرى مديرية الدقهلية.

## ألبوم الصور

شارع البحر
مستشفى الطب البيطرى بشها
مسجد سيدى عبد المجيد الشهاوى
أحد الشوارع بشها
مسجد شها الكبير
مسجد التوحيد بشها
المعهد الدينى الإبتدائى بشها
مدخل شها
شارع السوق بشها
كوبرى شها